# 大阪市電気局300形電車

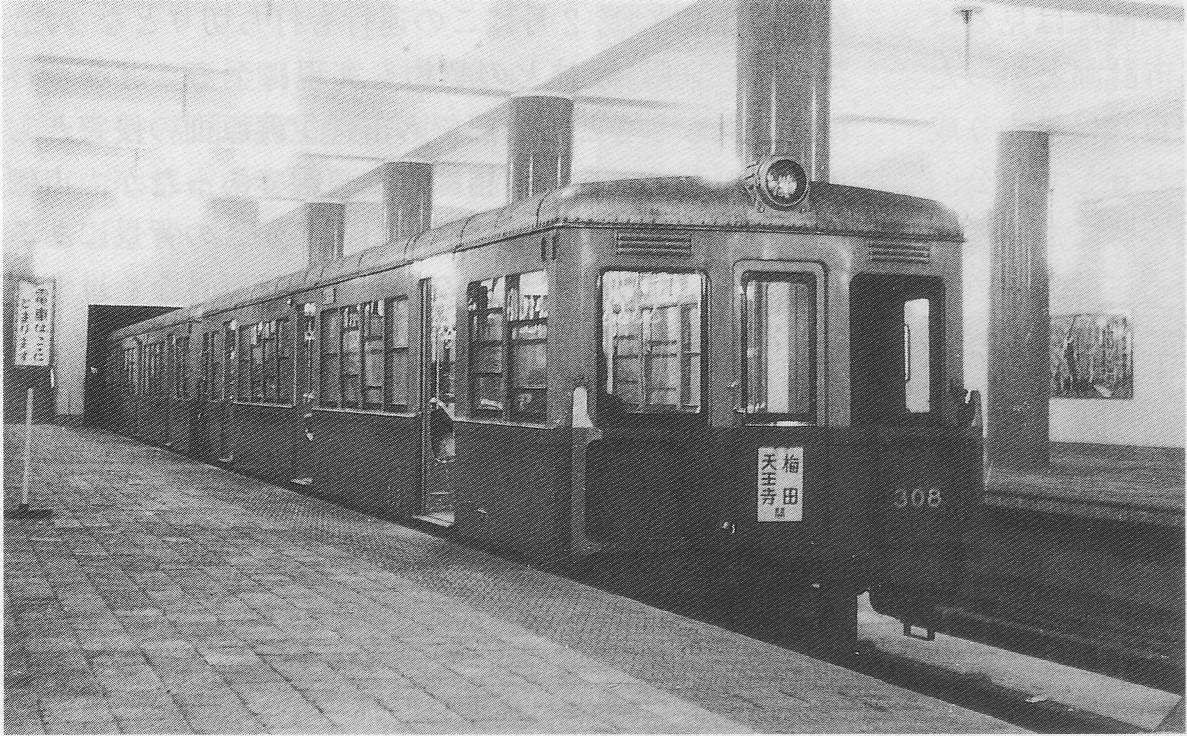
308（1938年5月29日撮影、天王寺駅）

大阪市電気局300形電車（おおさかしでんききょく300がたでんしゃ）は、大阪市電気局（のちの大阪市交通局）が1938年に製造した通勤形電車である。

## 概要
大阪市営地下鉄1号線（現・御堂筋線）の天王寺延長と混雑時の3両編成運転のための増備車として、日本車輌製造本店で16両が製造された。

## 車体
窓配置は各側窓の幅が700mmから800mmに拡幅されたため、d1D(1)3D(1)2(1)D2（d：乗務員扉、D：客用扉、(1)：戸袋窓）に変更され、ドア間4枚窓となった。一方、扉間の窓数が減って両端扉が中央に寄せられた結果、扉間の座席幅も3,950mmから3,720mmに変更され、着席定員は200形と比較して減少した。
また、車体構造そのものにも変更があり、側窓上部に設けられていた補強用のウィンドウ・ヘッダーと呼ばれる細板が外板内に入れられて平滑な外観となり、前面窓上隅にRが付けられ、前照灯も流線型の埋め込み形に変更されるなど、当時の流線型ブームに僅かながら呼応するデザインが採り入れられていたのが特徴である。
また室内には英国マリン・テレフォン社製船舶用高声電話を模倣・国産化した放送装置が取り付けられ、乗客サービスの向上に貢献した。

## 主要機器
主電動機は200形と同じく川崎車両K-2304-Aが採用され、その他の機器についても制御器が東洋電機製造ES-512B、台車が住友金属工業KS-63L、ブレーキは三菱造船AMU自動空気ブレーキ、と200形と同一仕様である。

## 運用
戦前から戦中にかけては在来の100・200形と共通で1号線や3号線で使用されていた。
戦後も共通運用に充当されていたが、唯一315のみは1955年8月に近畿車輛でファンデリアの取り付け工事が試験的に施工され、その成果は1000形(1020以降)の製造時に反映された。
その後は
扉上部への水切り追加
貫通幌の装着
尾灯の追加
扇風機の設置および放送装置の再設置
塗装変更
電磁直通ブレーキへの改造
スピードアップ改造
車内照明の蛍光灯化
など、他形式と共通メニューでの改造工事が順次施工されたが、運転台は密閉式の片隅運転台のままとされたため、長編成化が進むにつれて、中間車として使用されるようになり、全車編成中間に閉じこめられた状態で最後を迎えている。

## 終焉
1970年の日本万国博覧会に向けての1号線輸送力増強の一環として、1号線在籍の旧型車は新造の30系に置き換えられることとなり、1969年秋までに運用終了し、全車廃車された。